# Antonello da Messina

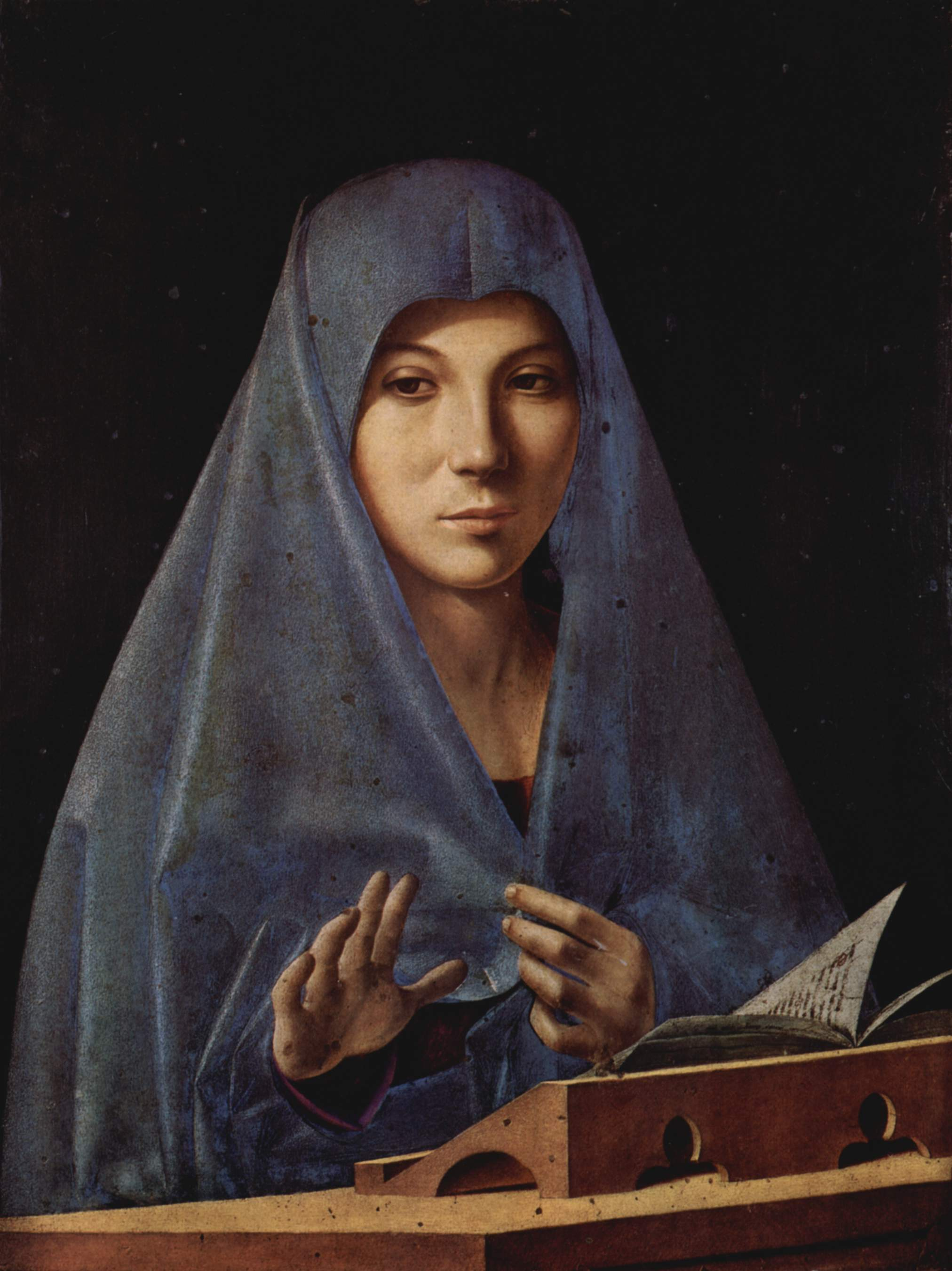
Virgen de la Anunciación, Palermo, Museo Palazzo Abatellis

Antonello di Giovanni d'Antonio llamado Antonello da Messina, (Mesina, ca. 1430-Mesina, febrero de 1479) fue un pintor cuatrocentista italiano. Nacido en Sicilia, formado en Nápoles y activo durante varios años en Venecia y Milán, está considerado como uno de los introductores de la pintura al óleo en Italia. Integrante de una familia del gremio de artesanos cinceladores (mazoni), muy tempranamente evolucionó hacia las bellas artes, destacándose como el pintor que reúne la cultura luminística atmosférica de los pintores flamencos con la cultura monumental y perspectivista italiana.

## Vida y obra
Se inició con los modelos locales. Se atribuye a Antonello la Annunciata —o Virgen de la Anunciación— cuyo modelo parece haber sido su vecina y amiga de la infancia, santa Eustochia Smeralda Calafato. 
Entre 1445-1446 realizó su aprendizaje más sistemático con Colantonio en Nápoles, tal aprendizaje con Colantonio es atestiguado por una carta que Pietro Summonte envió a Marcantonio Michiel en 1524. De esta primera época es el influjo —aún prerrenacentista— que recibe de la escuela llamada "ibérico-provenzal", caracterizada por la importancia de la luz y la diafanidad.

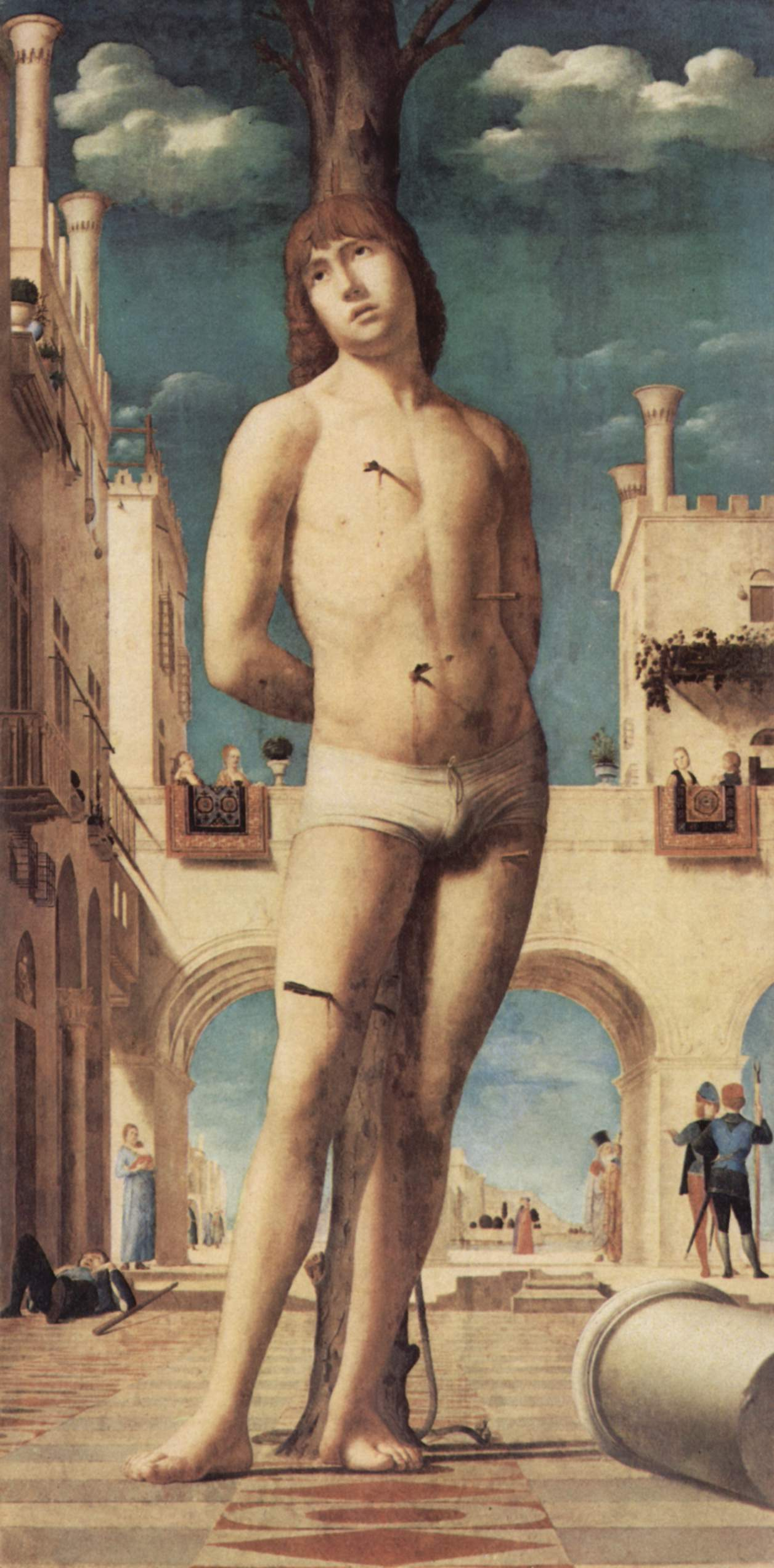
San Sebastián, Dresde, Gemäldegalerie)

Hacia 1450 se supone que trabaja en Milán para los Sforza. Tal hipótesis es casi una certeza, ya que en las actas de los Sforza figuran como pintores contratados "Antonellus Sicilianus" y "Peter Brugensis"; el segundo sería Petrus Christus, del que se destaca el influjo que ejerciera sobre Antonello da Messina, pero los biógrafos de Christus consideran improbable que viajase a Italia. Aproximadamente en 1457 realizó un encargo para Regio de Calabria. Este mismo año trabajaba en su taller en Mesina, se cree que con su hijo Jacobello y sus dos sobrinos, aunque su producción artística en esta época era un poco escasa. En la obra de Antonello da Messina, una de las cuestiones que más llaman la atención son sus finos trabajos al óleo sobre tabla -muchas veces- con un detallismo y un rigor típicos de los primitivos flamencos, siendo así que sus estudios de la vegetación recuerdan a los de Jan van Eyck y Rogier van der Weyden. Esta misma influencia flamenca se percibe en la armonía de tonos y la delicadeza con que representa rostros de muy definidos rasgos. Según Giorgio Vasari, se piensa que Antonello da Messina pudo haber sido discípulo directo de Jan van Eyck, pero no se conoce que Antonello viajara a Flandes ni a los Países Bajos.
A partir de 1460 su pintura se vuelve decididamente más italiana y plenamente renacentista, ya que comienza a usar la perspectiva y dar más énfasis al claroscuro. Es en tal período que se nota influido por Piero della Francesca, influjo que le dota de un profundo entendimiento del sentido del espacio, de modo que las figuras que representa se destacan por sus volúmenes nítidos, llegando así a una logradísima síntesis del "particularismo" y detallismo flamenco y los pierfrancescanos planteos espaciales, tal cual se nota en La Virgen y el Niño. En 1475 es ya célebre como maestro en toda Italia, siendo contratado en Venecia, ciudad donde realiza su gran Retablo de san Casiano. Allí en Venecia es un precursor de la llamada "Escuela tonal véneta". Sintiéndose enfermo, regresa a Mesina en donde efectúa sus últimos trabajos "mal de cuerpo aunque sano de alma", muriendo 1479. Falleció de pleuritis sin haber podido acabar las composiciones que la Señoría de Mesina le había encomendado a él y no a Francesco di Monsignore.
Antonello da Messina elaboró una síntesis perfecta entre la pintura flamenca, las experiencias italianas del Quattrocento, la visión del color y la luz de la pintura veneciana, que causó un gran impacto y fue difícil de encontrar algo similar en otros pintores del momento. Consiguió lograr esta gran síntesis con la visita al taller de Giovanni Bellini en Venecia.
Caracteriza a toda su obra una gran sencillez aunada con un extraordinario talento para crear formas puras hasta transfigurar la realidad, tal como se percibe en La Virgen y El Niño, aunque más interesante es su coloratura llena de luz, una luz que une delicadamente a los colores y da extraordinaria claridad a gran parte de sus cuadros. En sus numerosos retratos (que incluyen autorretratos) se destaca un gran rigor formal y -sobre todo- una gran penetración psicológica.
Aprecio especial merece su Virgen de la Anunciación, guardada en el Museo de "Palazzo Abatellis" en Palermo; en primer lugar llaman la atención la disposición de las manos de la Virgen, como en un plano de perspectiva distinto del conjunto, así las manos aparecen como adelantadas y suspendidas.

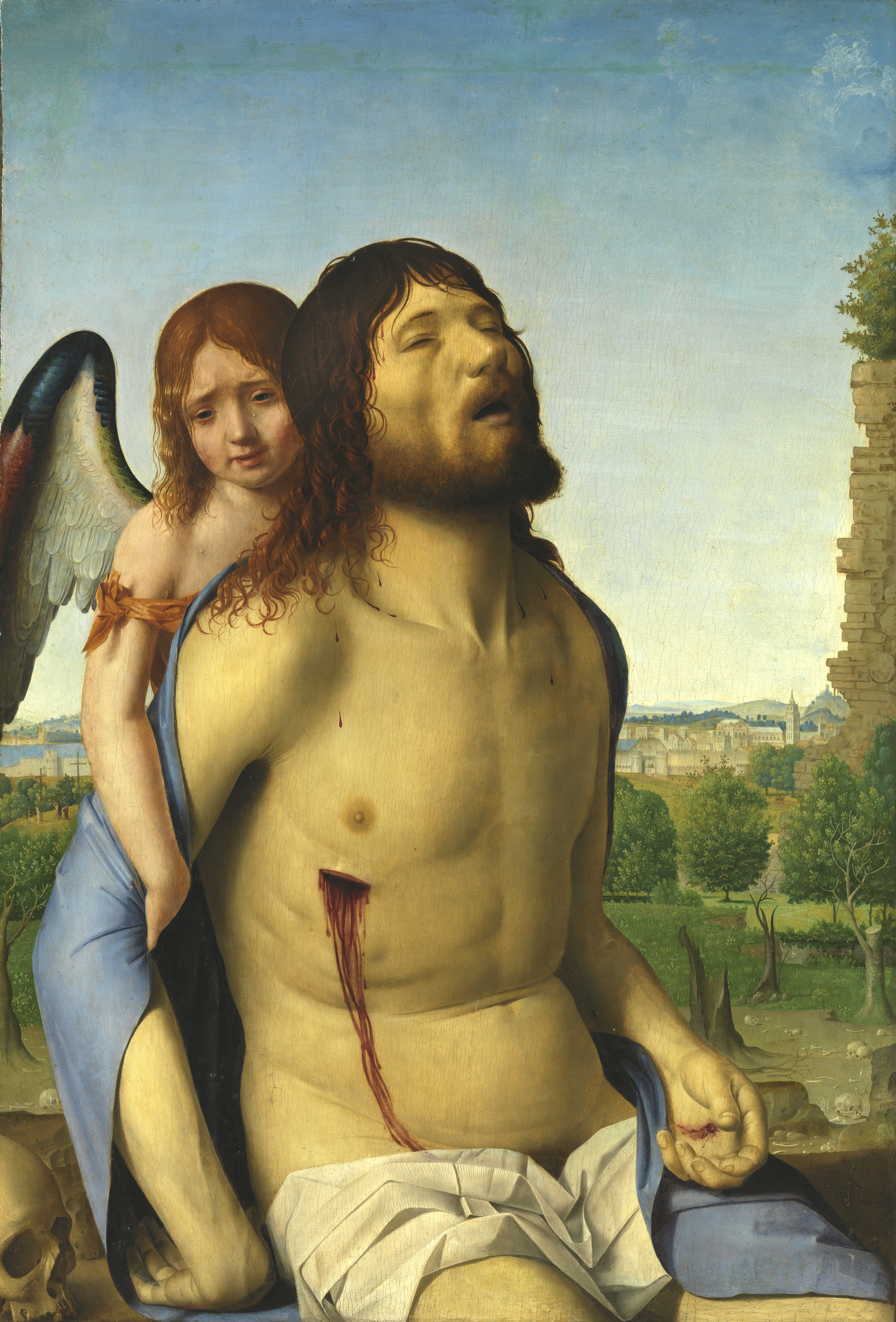
Cristo muerto, sostenido por un ángel, Madrid, Museo del Prado

El rostro de la Virgen está representado de tal manera que se elude una idealización de carácter místico. Es el rostro de una bella siciliana real, tal realismo es obtenido casi imperceptiblemente con pequeños detalles (por ejemplo, el pliegue del velo que cubre a la virgen, es un pliegue como de pieza de lencería recién sacada de un cofre). Tal mujer se destaca por la piel contrastando con el velo azul, y, a su vez, el velo azul se destaca "sobre" un fondo absolutamente obscuro, dándonos una atmósfera recoleta e íntima.
En 1915 el crítico italiano Adolfo Venturi dijo de él que era «clásico sin haber estudiado a los clásicos, minucioso, exacto como un maestro flamenco, luminoso como Piero della Francesca».
A pesar de las buenas relaciones entre España y Nápoles, la obra de Antonello da Messina nunca llegó a formar parte de las colecciones reales españolas.
En la obra Vida de los más excelentes pintores, escultores y arquitectos, Giorgio Vasari copia un extracto escrito en latín que dice: D. O. M. Antonius pictor, præcipuum Messanæ suæ el Siciliæ totius ornamentum, hac humo contegitur. Non solum suis picturis, in quibus singulare artificium et venustas fuit, sed et quod coloribus oleo miscendis splendorem et perpetuitatem primus italicæ picturæ contulit, summo semper artificum studio celebratus.
Sus influjos directos se observan en las obras de Lorenzo Lotto, Zanetto Bugatto, Pier Maria Pennacchi y Giovanni Bellini.